# 混血のカレコレ
『混血のカレコレ』（こんけつのカレコレ、英語: KAREKORE OF MIXEDBLOOD）とは、シナリオライターの比企能博による原作・脚本で、株式会社Plottにより制作・配信されているYouTubeオリジナルアニメーション作品。また、それを元に他の媒体で展開する諸作品。

## 概要
制作元が同じ姉妹チャンネルの『テイコウペンギン』に続き、2019年9月15日よりPlottによりYouTube上での配信を開始した。
2020年1月に公式Twitter（現:X）にてYouTubeチャンネル登録者数が10万人を突破したことを明かした。
2021年6月時点でチャンネル登録者数は50万人を突破している。
2022年4月に公式Twitterにてコミカライズ化が決定したことが発表された。
2022年8月、オープニングテーマ『彼此のコレカラ』のミュージックビデオが公開され、9月には主要キャラクターによる歌唱動画が公開された。
2023年にYouTubeチャンネル登録者数が100万人を突破し、月間再生回数1億回を突破した。
2024年2月には200万人を突破し、同年12月14日にはPlottとして初の企画イベントである「カレコレファンミ」が、ユナイテッド・シネマ アクアシティお台場で開催された。

## 物語形式
2000年、突如地球ごと「異宙」と呼ばれる異世界へ転生した世界。
それから27年経過した2027年に、カゲチヨとヒサメ、シディの3人がなんでも屋の「カレコレ屋」を営みながら様々な依頼をこなす物語。スカッとする体験談や現実社会で話題のニュースなど、幅広いテーマを扱うとともに、キャラの過去に迫るストーリー編も公開される。

## 登場人物

### カレコレ屋
カゲチヨ
声 - 宮瀬尚也
本作の主人公。吸血鬼とゾンビの能力を持つ混血児。1月12日生まれの20歳（外見年齢は18歳）。身長171センチメートル、体重56キログラム、血液型A型。コードネームは腐血(ふっけつ)。
元々は、田舎に住む普通の人間であったが、18歳の時に村で起こったゾンビパニックによってゾンビウィルスに感染し、またアザミの気紛れによって彼の眷属となった事で、現在の力を得る。アザミが引き起こしたゾンビパニックによって家族や友人を失い、彼に復讐する為にカレコレ屋で働いている。
自他ともに認めるクズで陰キャ。人間であった頃は、弱気な一面を見せる事が多かったが、混血児になった後はゾンビパニックでのトラウマが原因で物事を一人で抱え込んだり、憎まれ役や汚れ役を自ら買う一面も多々ある。決め台詞は「俺はクズだからな」。反面、ヒサメ以外の女性（特にギャル）との交流は苦手。
序盤では自らの復讐が原因で仲間と衝突することも多かったが、物語が進むにつれ、仲間を頼る場面も増えている。
恋愛感情については、ヒサメの事を気になりつつも、かつての幼馴染であるヒビキの事を忘れられず、ストーリー編4章やコミカライズ版ではその事を強調する場面が描かれている。
ヒサメ
声 - 栗坂南美
本作のヒロイン。雪女とカンナカムイの能力を持つ混血児。11月28日生まれの17歳。身長162センチメートル、血液型AB型。コードネームは氷電(ひょうでん)。
トッププレデターの研究所で実験動物として育った過去を持ち、カゲチヨとシディが研究所を襲撃した時に出会った。
しっかり者で明るい性格であるが、戦闘面では消極的である。これは過去のトラウマや本人の性格が故であるが、物語が進むにつれ、仲間の為に積極的に動く場面が増えた。
容姿端麗かつスタイル抜群で、異性にモテるが、それ故にストーカー（後述）に狙われた事も多々ある。大食漢だが、料理の腕は壊滅的。
ストーリー編2章にて、研究所で一緒に育ったズィーベン(カンナ)と再会するが、別れて以降の自分達に置かれた環境の違いによって対立してしまう。そんな彼女を救うべく、セカンドロットの変身形態であるリデュースに覚醒する。以降の物語でも、仲間を救うべく、要所要所でリデュースに変身するが、寿命を削る代償は大きく、ストーリー編4章では余命1ヶ月弱となってしまうが、グレモリーと契約したスズキ、グレモリーの中にいたヒサメのストーカーによって元の状態まで回復した。
カゲチヨに恋愛感情を抱いているが、上記の寿命やトッププレデターとの問題がある為、その想いを本人に伝えたり、その恋を成熟させようとはしていない。
シディ
声 - 宮瀬尚也 → 露崎亘 
狼男とホルスの能力を持つ混血児。8月16日生まれの20歳。身長185センチメートル、体重89キログラム、血液型O型。コードネームは陽狼(ようろう)。
唯一生き残ったファーストロットの混血児として研究所で暮らしていたが、10歳の時に母が研究所から逃がしてくれた過去を持つ。母はトッププレデターに捕まり、途方に暮れていた所、ゴブリンの武者小路ゴブアツに出会い、20歳になるまでゴブアツの家族と共に暮らしていた。
カゲチヨとは、ある日の夜、彼を乗せたトッププレデターの研究所に向かっていたトラックに轢かれそうになっていたゴブフタを救った際に出会う。
美形の為、異性にモテるが、本人は無自覚。実直かつ温厚で、どんな小悪党のような人間であっても更正の余地があれば真っ当な生活をするよう諭していく。だが、ゴブリン達と一緒に育った影響か、人間社会に馴染めない部分も多々あり、一般常識や人間の機微にも疎い。反面、料理は上手く、いつもカゲチヨやヒサメに振る舞っている。
ストーリー編3章にて、ホルスの力はシディが新たな器として選ばれていた事で使える力だという事がヒサメの精神世界、アヌビスの口によって判明する。。
ストーリー編4章では、前章でのアヌビスとの戦いからホルスの侵食が始まっている事に苦悩する。7話にて、自分の母だと思われるユーガがレンゲによって殺された悲しみと憎しみが原因で、ホルスに人格が完全に乗っ取られてしまう。4章9話では、ヨーメイは重混反応を使用したことで、一時的にホルスを昏睡させ、元の人格に戻るものの、目の前に映るのは首を切断された母親の遺体であった。その時、自分の力だけでは制御できないホルスを止めれるのはヨーメイだけと気づき、過去編での彼女との約束、有情解放戦線の動向、そしてカレコレ屋を始めてから出会った人に危害を与えない為に、カゲチヨに嘘をつく事で本音を隠し、敵対化する。
- 脚本を担当した比企能博は、カゲチヨ達と敵対する理由として、当初は人に愛想を尽かす事であったが、シディらしくないという理由で変更したと述べている。

ボティス
声 - 栗坂南美
ソロモン72柱として数えられる悪魔の1人。不完全体の時の身長は50センチメートル、体重は9キログラム。正式名称は双角王ボティス(そうかくおうボティス)。
元々はアヌビスが所有していたが、ストーリー編1章でトッププレデターに盗まれる。その後、フィーアとの戦いの際に、作戦として半不死身のカゲチヨが契約した事でカレコレ屋に居座る事を余儀なくされる。
他人のドロドロとした関係を見ることが大好きで、依頼主の悩みをさらに大きくしようとするためカレコレ屋も手を焼いている。
カゲチヨの心臓が腐敗していた事が要因で鰻のような姿に弱体化しているが、彼の心臓が破壊された時に一時的に元の女性のような姿に戻ることができる。またストーリー編3章で、「もし吸血鬼化に変身し、暴走したら止めてくれ」とカゲチヨと新たな契約をしたことで、この条件でも一時的に戻る事ができるようになった。

### カレコレ屋の協力者

#### リサイクルショップ
オーナー
地階にカレコレ屋が入っているビルのオーナーであり、一階にリサイクルショップの店主でもある。本名は不明。年齢は30代。
カレコレ屋の身元引受人であり、3人の部屋の手配や学校への編入のサポートも手伝っている。
3人のうち、ヒサメとシディの事は気に入っているが、何故かカゲチヨのことだけは嫌っている。
人間でありながら、異宙人の生態系や倫理観に理解を示し、彼らが生存する為なら人間を捕食することを罪と捉えてない。また質問コーナーで「色々な罪を重ねてきた」と発言しており、ストーリー編3章最終話では神谷の写真を見つめているという意味深なシーンが描かれた。後に、ストーリー編第5章にて、嘗てトッププレデターでデュアルコアプランの開発を進めていた研究者・キュリオシティであることが明かされる。
ヨーメイ
声 - 城内由茄子
チャンネル登録者75万人記念として登場したキャラクター。10月1日生まれの17歳。身長150センチメートル、血液型B型。バフォメットと獏の能力を持つ混血児。左目は青、右目は紫のオッドアイ。
コミュ障であり、性格は卑屈なトラブルメーカーである。
セカンドロットの失敗作であり、正規品になる前のフィーアの昇格試験の一環で左目を潰される。その後、自分を買い取った組織に麻酔なしで義眼を埋め込まれ、奴隷のように酷使される。しばらく月日が流れたある日、ギバーが率いる有情解放戦線に救われ、そこのスパイとしてカレコレ屋と接触した。尚、能力を使っている時の姿は、羊頭の女(ひつじあたまのおんな)という名で呼ばれており、正体発覚以前はエコーが掛かっていた。
このような過去を持つことから人間に増大な憎しみを抱いているが、カレコレ屋やその仲間と日々を過ごす中で「悪くない人間もいる」という事を理解し、葛藤する。
当初はシディのみに正体を明かしていたが、ストーリー編4章にてユーガを救うために能力を使用した時にカゲチヨに正体を知られる。カゲチヨはストーリー編2章で有情解放戦線を知っていた為衝突するが、状況が一大事であった為、その場はシディの仲裁もあり丸く収まる。9話では、シディを乗っ取ったホルスに重混反応を使用したことで元のシディの人格に戻した。11話にてギバーから帰還命令が出され、それ以降は有情解放戦線の一員としてシディと共に行動している。

#### 学校
神谷
カゲチヨとヒサメのクラスの担任。本名は神谷丹次(かみやたんじ)。10月12日生まれの36歳。身長178センチメートル。担当科目は現代社会。
少し変わった所があるという噂がある教師だが、授業が面白く生徒からは好評である。
ストーリー編2章にて、カレコレ屋が衣装を変更する前の通信機は彼が発明したものだと判明する。
そして2章最終話では、キュリオシティである事がアザミの口から語られる。アザミに組織に戻って研究を再会するように言われるが、神谷はこれを断ったため、組織の裏切り者としてアザミに心臓付近を貫かれ死亡する。だが、実際は本物のキュリオシティであるオーナーを守るために偽ったものである。

### カゲチヨの親族・友人

#### 家族
父親
名前は不明。唯一カゲチヨの家族の中では、写真のみでの登場。
母親
名前は不明。YouTube版では既にゾンビとなっており、ヒカゲを襲った。コミカライズ版では人間時も描かれており、ゾンビになった原因はゾンビに襲われそうになったヒカゲを庇った時に噛まれた傷が原因である事が明らかになった。
ヒカゲ
カゲチヨの妹。3月1日生まれ。アザミが引き起こしたゾンビパニックに巻き込まれ、ゾンビとなった。名前は、コミカライズ版で明らかになった。
ストーリー編第5章でゾンビとして登場した。

#### 友人
ヒビキ
カゲチヨと同い年の幼馴染の少女。
カゲチヨが住んでいた村でシロウと共に「不良兄妹」として名を馳せていた。気が強く小悪魔な性格で、日々カゲチヨをからかっていた事が、彼が女性全般苦手になった原因とも言われている。
ある日、村で起こったゾンビパニックに巻き込まれ、カゲチヨとシロウと逃げるものの、途中でゾンビに噛まれてしまう。ゾンビ化するまで時間がないと察したヒビキは、カゲチヨに告白し、自身が携帯していたナイフをお守りと渡して、彼を崖から落とす事で逃した。
ヒビキ(クローン)
サブストーリー編(ヒビキ編)に登場。ゾンビとなったオリジナルのヒビキのDNAから誕生したクローンである。性格は、オリジナルと同様である。
オリジナルと同様、噛まれるとゾンビとなるが、一定時間を経過すると溶け出して消滅する。
当初は12時間ほどで死亡する性質があったが、生前のヒビキと同様の行動・接触を行う事で寿命が延びる事が研究で判明した。
作中ではカレコレ屋が接触した個体以外にも複数いる事が判明しており、ゾンビの再生能力と集団戦法を生かしてカゲチヨを苦戦させた。
シロウ
ヒビキの兄であり、彼女と共に「不良兄妹」として名を馳せていた。将来は田舎を出て異宙の生物の研究をしようと考えていた。また、カゲチヨの決め台詞とも言える「俺はクズだからな」は、元々シロウが使っていた言葉である。
ある日、村で起こったゾンビパニックに巻き込まれる。カゲチヨとヒビキをゾンビから逃す為に囮となり、最終的にはゾンビになってしまった。

#### キモ5
カゲチヨの数少ない友人。常日頃女子生徒から、なにかと理由をつけ「キモ」と蔑まれているが、実はカゲチヨ以外の4人は地球における異宙人やその一族の中では、秀逸な人材であることがストーリー編3章で判明。
アサヲ
エルフの第3皇子であり、次期王として注目されている有力者。8月6日生まれ。身長174センチメートル。
ストーリー編3章では、エルフの皇子として地衝祭の護衛を任される。4話ではカゲチヨ達を裏切り、バルボアに争闘結界の1つを渡そうとするが、その態度が気に入らなかったバルボアによって殺される。だが、5話にて、事前にトッププレデターの情報を聞き、組織の研究内容がカゲチヨ達との関与を疑ったことから、前話でのアサヲは万が一の保険として影武者と入れ替わり、本人は生存していることが判明する。6話では、キモ5と自ら率いるエルフの軍と共に、争闘結界を破壊しようと目論むバルボア軍と戦う。
ストーリー編4章では、トッププレデターが開発したゾンビが異宙にいる事をカゲチヨ達に伝え、アナンケーに会おうとする彼らにゾンビを倒す事を条件に月まで行く手配をする。
チダイ
1000年続く殺し屋一家「シートゥー一家」の末弟。7月3日生まれ。坊主頭に黒いマスクを着けている事が特徴である。
ストーリー編3章では、家族と共にバルボア軍と戦う。その際、過去にバルボアにスカウトされている事が判明し、他の兄弟を圧倒する実力をもっていること事から「漆黒のアドバルーン」と呼ばれている。
ルイ
緑髪で目が細いインキュバス。3月29日生まれ。インキュバス界から新たな概念『友情』を生み出した事から革命児と呼ばれている。尚、ルイ本人は異性から好かれる描写がない。
ストーリー編3章では、他のインキュバスと共にバルボア軍と戦う。
マチャソ
モヒカンで掌サイズの妖精の少年。1月26日生まれ。謎めいた種族であり、何故かキモ5のみが意思疎通が出来る。ある回では、ある村に行った時に迫害され、限界を迎えたマチャソは村1つ破壊したと言う。
ストーリー編3章では、自らの治癒能力でキモ5やエルフの軍勢をサポートする。その際、マチャソという名は種族名である事が判明し、過去に意思疎通を図ろうとする異宙人を滅ぼした事から「異宙の7大災害」に数えられている事が判明する。

### ヒサメの友達

#### 研究所
カンナ/ズィーベン
リヴァイアサンと火車の能力を持つ混血児。
ヒサメが幼い頃、研究所での実験で辛い思いをしていたときに現れ、「いつか実験が終わったら、此処から出る」と彼女を勇気づけた。最初こそヒサメから警戒されていたが、次第に仲良くなる。
成長後、度々ヒサメと戦うが敗れる。リデュースを使うも敗北し、トッププレデターとしての自覚がより芽生える。

#### 学校
ミキ
ヒサメと同じクラスの紫ロングヘアでギャルっぽい言動が特徴的な女子生徒。2月20日生まれ。
研究所を抜け出し人間社会に馴染めていなかった頃のヒサメに、ノリコと共に友好的に接し、彼女と友達になった。また、ヒサメがカゲチヨに恋心を抱いている事に薄々気づいており、気を使ったり、2人きりにさせることもある。
ストーリー編3章では、シディの実家に帰省しているヒサメとカゲチヨを迎えに行った所、激戦の末に森の中で記憶喪失になったアヌビスを見つけ、家で保護する事になる。
ノリコ
ヒサメと同じクラスのぽっちゃりした女子生徒。4月15日生まれ。
ヒサメとの大食い勝負ではほぼ互角に渡り合う実力を持っており、42勝32敗とのこと。ある回で、一人の男子生徒から告白されるが、自分の体型やコンプレックスから本当に付き合っていいか悩んでいた所、ヒサメやミキの助言もあり、付き合う事になる。
ストーリー編3章では、事前にカゲチヨからバルボアの動きを止める為に、彼からの合図があったら呪いのペンで彼の名前を書く事を頼まれる。

### シディの親族

#### 家族
母親
シディ過去編に登場。物語が始まる10年前にシディをトッププレデターの研究所から逃した。その後、シディを逃した事を組織に知られ、連れ戻されており、この事がシディがカレコレ屋として活動していくきっかけとなる。

#### ゴブリン一家
武者小路ゴブアツ
シディを育てたゴブリン一家の父親。シディよりも大柄で筋骨隆々な体をしている。
強靭な肉体でゴブリンの平均寿命である30年以上生き続け、異宙の実力者を次々薙ぎ倒し、神と崇められていた怪物にさえ勝利した事から『神殺し』の異名を持つ。ある日、後の妻となるゴブリンと出会い、彼女から「最強ではなく、子供から信頼されるような人が良い」と言われた事をきっかけに現在の性格となった。
ストーリー編3章ではシディ達を守るためにアヌビスと戦うが、一度は敗れ、左腕を失ってしまう。その後、子供達の手当てによって復活し、またアヌビスに攻撃を与えた事により隙が生まれ、シディ達が勝利する要因を作った。
ゴブイチ、ゴブフタ、ゴブミツ
シディの義兄弟。ゴブイチが細身、ゴブフタがぽっちゃり、ゴブミツは髪の毛があるといった特徴を持つ。

### トッププレデター

#### 幹部
アザミ
カゲチヨの村にゾンビパニックを起こした吸血鬼にして、カゲチヨをゾンビと吸血鬼のハーフに変えた張本人。12月31日生まれ、身長173センチメートル。
左耳に鈴のイヤリングを着けていることから、カゲチヨ達には「鈴の吸血鬼」と呼ばれている。
何故か異宙人に対抗する組織トッププレデターで指揮を行っている。
目的達成のためなら非道なことも厭わない冷酷な性格。
かつては人間で、過去にカゲチヨのように吸血鬼に村を襲われたことが理由で異宙人を皆殺しにしようとしていることが、5章4話で判明した。
イーラ・ロベリア
ユーガの妹であり褐色肌で長い白髪と青い目が特徴の女性。
ストーリー編1章4話にて、ソロモン72柱の悪魔「ボティス」が封印された壺をトッププレデターから守って欲しいとカレコレ屋に依頼するが、実は組織がアヌビスの逆鱗に触れてしまった事から、ヒサメとシディを連れ戻すことが目的であった。
ストーリー編3章では、バルボア軍が争闘結界を破壊する為にアインス達に護衛を任せていたが、彼らが任務をすっぽ抜かした事から、その場にいたカゲチヨを利用する。その後、初めてカゲチヨが吸血鬼化するのを目の当たりにし組織に報告しようとするが、彼が即座に敗北し、バルボアに殺害される。
ユーガ・ロベリア
トッププレデターの幹部で、現在のデュアルコアプランの責任者。イーラの姉であり、シディの母親と容姿が酷似している。
混血児の事は単なる兵器としかみていない冷酷な性格である。
ストーリー編4章では、再生の歯車となったカゲチヨを回収する為にフィーア達を護衛につけ、月に向かう。その後、アザミが組織を乗っ取る計画の一環として、レンゲに首を刎ねられ死亡する。

#### 研究員
レイナ・ガーベラ
アザミに付き従う研究者。長身で眼鏡をかけた男。
カゲチヨの故郷を襲い、カゲチヨの仲間をゾンビにした元凶の1人。
イリザワ
眼鏡を掛け、前頭が禿げた中年男性。
トッププレデター発足時からのメンバーであり、地球最高峰の頭脳を持つと言われている。
ストーリー編4章最終話でアザミの裏切りによって殺害された。
オバコン
ストーリー2章で登場したトッププレデターの研究員。
黄緑髪に眼鏡をかけた男性。
キュリオシティを継ぎ、2代目デュアルコアプランの研究員になるが、2章最終話で有情解放戦線に殺害される。

#### 正規品の混血児
フィーア
麒麟とヴァルキリーの能力を持つ混血児。
冷徹かつ淡々とした性格。トッププレデターへの忠誠心は他の混血児よりも強く、正規品としてのプライドも高い。
ズィーベン
#カンナ/ズィーベンを参照。
ヒサメに名前を付けた張本人。ヒサメが会ったときは明るかったが、現在は冷たい性格になっている。
ゼクス
ケルベロスと烏天狗の能力を持つ混血児。
仲間思い。曲がったことを嫌う。
アハト
ジャックオランタンとがしゃどくろの能力を持つ混血児。
普段はパンプキンの被り物をしている。左腕が骸骨になっている。
人の不幸を好むことから、ズィーベンに「趣味が悪い」などと評される。
ヒュンフ
グリフォンと八岐大蛇の混血児。
闘争心とトッププレデターへの忠誠心が強く、組織を裏切ったドライに対し「人が信じる心を踏み躙るなんて人間のする事じゃねぇ」と発言している。
アインス / 朔太郎
アロハシャツに学ランを羽織り、無精髭を生やした大柄な男性。
ややいかつい外見であるが、非常に友達思いで地元愛が強い。
ノイン / 文子
フェアリーとヘカトンケイルの混血児。桃色の髪にツインテールの女性。
所謂ぶりっ子で、普段は可愛らしい言動で男性を魅了するが、本性はヤンキー口調で腹黒い。
ツェーン/ 律
かまいたちとヒュドラの混血児。左目の隠れた緑のショートヘアに、獣耳を生やした女性。
一人称は「自分」。無表情で淡々と喋り、とにかく自分に忠実に行動するマイペースな性格。
ツヴァイ
現時点では何の混血児かは不明。トッププレデターへの忠誠心が強い。基本的には物静かな性格を貫いているが、突然笑い出すなど、読めないところもある。ドライ曰く、正規品の混血児の中でも別格の実力を持っている。
ドライ
声 - 露崎亘→尾高泰輝
リビングアーマーとスライムの能力を持つ混血児。
7月2日生まれの20歳。身長172センチメートル、血液型A型。
クールで皮肉屋。フィーアとアハト、ノインと共に、彼がいる月に向かおうとするユーガの護衛として同行。組織の命令に従わないカゲチヨと敵対するが、後に和解。
地球に帰還した後は、カレコレ屋で日雇いバイトをすることになる。
「ドライ」の称号は元々ヒサメの為に用意されていた番号であったが、彼女がリデュースの副作用で老衰した為に対象から外され、その代用品として正規品になりえなかった混血児の中で自身が最も成績が良かったことから選ばれた。

#### その他の構成員
カッゼ
長髪で、司令官のような服を着ている。真面目な性格で、ツッコミ役に回ることが多い。
ハウンド
マフラーをつけていた吸血鬼。赤髪で十字架のイヤリングをつけている。
レンゲ
かつて奴隷だったところをアザミに救われた少女。現在は半吸血鬼になり、アザミと行動を共にしている。

#### 脱退者
エイファ・ピンキーリリィ
かつてトッププレデターの研究員だった男性。天才と自称しており、興奮すると首を掻く癖がある。
ストーリー編1章で、ヒサメとシディをトッププレデターに連れ戻そうとしたが、カゲチヨに妨害されて失敗に終わる。
その後、トッププレデターを解雇されたことで、自身の存在意義を失い、死ぬことを考えたが、エンペラー丸の存在によって思い留まる。
以降は、研究とは無縁な森の奥でエンペラー丸と共に遊んで暮らすことを決意。
エンペラー丸
エイファが作ったキメラ。
巨大なシーサーのような姿をしている。
サトウ
鬼とマンティコアの能力を持つ混血児。6月21日生まれの18歳。身長177センチメートル、体重85キログラム。名前の由来は、日本で一番多い苗字である「佐藤」。
世界で一番強くなる事を志しており、自身が通う高校では常に喧嘩ばかりしている。
ストーリー編1章では、カレコレ屋が所持するボティスが封印されている壺を奪い返すように組織に命令されるが、サトウは対峙するシディとの戦いを優先する。
サブストーリー編(サトウ編)では、1章での失態で廃棄されるか決まる選抜試験を受けるが、後にフィーアから自分達がケルベロスを捕獲する為の生贄だと知って絶望する。その後、スズキからの叱責とシディの助けもあって、なんとか生き延び、自分達の身柄もキュリオシティと呼ばれる人物に保護される。
ストーリー編2章では、アザミとの戦いで負傷した状態でアハトと戦うシディを援護するようにキュリオシティに命令される。戦いを終えた後、シディに「そんだけの力があって強くなろうとしないのは怠惰じゃないのか」と問いかける。
ストーリー編4章では、普段のようにスズキと喧嘩していた所、彼が重混反応を習得し、その技を食らった事から1ヶ月間入院している。
スズキ
鬼とペガサスの能力を持つ混血児。12月22日生まれの18歳。身長178センチメートル、体重70キログラム。名前の由来は、日本で2番目に多い苗字である「鈴木」。コードネームは翔鬼。
ストーリー編1章では、サトウと同様に組織に命令でカレコレ屋と対峙し、ヒサメと出会う。最初こそは自分のスピードを生かし彼女を圧倒するものの、雪女の能力で雪を降らせた事で行動を読まれ逆転される。
サブストーリー編(サトウ編)では1章での失態で廃棄されそうになるが、キュリオシティに身柄を保護される。また、ある依頼で研究所に出てからの日々を日記に纏めている事が明らかになり、ヒサメがその気持ちを理解してくれた事から、彼女に恋心を寄せるようになる。
ストーリー編2章では、友人であるズィーベンに手を出すことが出来ず苦戦しているヒサメを助けるようにキュリオシティから命令される。
ストーリー編4章では、カゲチヨからアナンケーが願いを聞いてもらえなかった時の戦力として呼ばれる。しかし、彼がヒサメよりもヒビキを優先していると感じ、自分にしかヒサメを助ける事は出来ないのではないかと疑念を抱く。その後、あらゆる手段で彼らを妨害をする事でアナンケーの元に辿り着くものの、後一歩の所でカゲチヨに先を越される。カゲチヨがアナンケーとの交渉に失敗した後、何をするのか分からないので檻に閉じ込められていた所、突如現れたグレモリーに話を持ちかけられる。その後、契約の代償として心臓をもぎ取られ、死亡したと思われたが、ボティスの力により仮死状態、つまりは復活する可能性があるとズィーベンの口から語られた。
キュリオシティ
#オーナーを参照。
マズミ
ヒビキのクローンを作った科学者。

### 有情解放戦線
ギバー
有情解放戦線のリーダーの女性。一人称は「ボク」。人間でありながら、人間を絶滅させようと目論んでいる。
響丸 (きょうまる)
侍のような容姿をした吸血鬼。他の吸血鬼とは異なり、目は黄色である。語尾に「…GOZARU」という癖がある。戦闘時は血液操作ではなく、日本刀を使う。
羊頭の女 (ヨーメイ)
#リサイクルショップを参照。
ピド
アヌビスとドワーフの子の末裔。アヌビスの能力を2個使える。そのうちの1つが能力の出力を反転させるものである。
例えば、ホルスの出力が高めのシディにその能力を使った際、狼男の出力を高めた。

### その他

#### 異宙人
アヌビス
獣耳と褐色の肌に中性的な容姿をした少年。身長152センチメートル。
ボディスの本来の飼い主。作中ではトップクラスの戦闘力の持ち、本人も「最強」と豪語している。
正体は、エジプト神話に登場するアヌビス本人。
ストーリー編3章での戦闘で記憶喪失となってしまい、ヒサメとシディを迎えに来たミキに保護されることになった。
グレモリー
ソロモン72柱として数えられる悪魔の1人。
恋愛話を好んでおり、契約の対象者を巨大な怪物に変えて暴走させる能力を持つ。
バルボア
ストーリー編3章のボス。
これまでに異宙の数々の地を征服してきた武人であり、地球征服を目的にギバー達の力を借りて地球に侵攻してきた。
ヘクト
普段は美青年の姿をしているが、正体は4本の腕を持つヘカトンケイル。
ゲデ
原作には登場しないアニメオリジナルキャラクター。30代くらいの長身の男性の姿をした死神。関西弁を話す。
普段は「サンディ男爵」という偽名で活動している。魂の回収も行っており、世話好きで面倒見が良く友好的だが、暴露や人を引っ掻き回すことを好んでおり、周りからは白い目で見られることが多く、よくカゲチヨにちょっかいをかけている。

#### 地球人
チョコ
ストーリー編2章に登場する褐色の肌をした少年。
オバコンに捕まっていた仲間を救いに行こうとした所、返り討ちに遭い、左足が魚の尾鰭のような形状になる薬を投与される。その後、彼らから逃げていた所、神谷から異宙人の討伐を頼まれていたカレコレ屋と出会い、助けられる。
オーナーの手当を受けた事で左足が回復するが、当初はカレコレ屋の事を疑心暗鬼していた。暫くして、ファミリアがオバコンの研究所を襲撃しようとしている事を知り、カレコレ屋に彼女達の衝突を止めてほしいと依頼する。
ストーリー編2章の後日談では、カゲチヨ達に元々オバコンの研究所があった場所に完成したテーマパークの招待をする。
ファミリア
ストーリー編2章に登場する白髪の少女。
異世界転生の影響で親を失った孤児であり、地域に住む男に身を売ることで生活費を稼ぎ、同様の境遇である村の子ども達の面倒を見ていた。
またオバコン達に囚われた家族を救うために研究所を襲撃しようとするが、カゲチヨがゼクスと戦った際に撒いていたウイルスで難を逃れた。
蝮谷キワミチ
暴力団『府露斗会』の若頭。
過去に異宙一強力な毒を持つヒュドラに噛まれたが、抗体を持っていたことで、逆にその力を自由に行使できる。
イライラしたという理由で数々の暴力や殺人を繰り返しており、警察も自身の力で言いくるめている。
当初はカゲチヨを圧倒するが、彼が吸血鬼化に変身する隙を与えたことで逆転される。その後、警察では駄目だと感じていたカゲチヨが異宙の輸送会社に身柄を預けようとするが、脱走を許してしまう。
原作おける以降のエピソードでは未登場であるが、アニメオリジナル回ではカレコレ屋との決着も描かれている。

## 混血児
トッププレデターが、異宙への転生により、生態系の頂点でなくなった人類の覇権を再び取り戻すことを目的とする研究の1つであるデュアルコアプランの一環として、人間の胎児に2種類の異宙人のDNAを埋め込まれた実験体である。

### ファーストロット
最初期に作られた混血児を指す。能力は、異宙人のDNAを単純に注入した事で得ている。現在は、ホルスの器として選ばれたシディ以外は全滅した。

### セカンドロット
ファーストロットから改良された混血児の事を指す。人工臓器D.C.器官(でぃーしーきかん/デュアルコア器官)を体内に埋め込む事で、能力を使用する事ができる。作中に登場する混血児は、ファーストロットのシディと、それ以外の区分に該当するカゲチヨ以外は全てセカンドロットである。
また年をとれば兵器として使い物にならない為、40代を前に寿命が尽きるように設計されている。
形態
リデュース
D.C.器官の出力を無理矢理引き上げる事で潜在能力を解放する変身形態。オリジナルの異宙人の要素が通常より濃く現れるのが特徴である。
使用すると体に大きな負荷がかかり、寿命を大きく削るデメリットがある。
ゼクス
ケロベロスのように3つの人格が出現し、顔の模様に4つの目が浮かび上がる。
ズィーベン
顔の皮膚が、リヴァイアサンのような鱗に変化する。
ヒサメ
カンナカムイのように角が大きくなり、雪女のような長髪に変化する。
アハト
ジャックオランタンのように左目が黒色に変化し、がしゃどくろのように左腕の骨が肥大化する。
フィーア
髪の先端が翼のような形に変化し、額の角が伸びる。
技
重混反応
混血児の能力が寸分の狂いもない状態で使用した時に一瞬だけ発現する必殺技。その力は、オリジナルの異宙人やリデュースを上回る程である。
スズキ
ペガサスのスピードを特化した技。発動時に紫の鬼火のような物が発生する。
ヨーメイ
バフォメットの結界で相手を拘束し、獏の能力で昏睡状態に陥らせる技。1日に1回、1人のみにしか使用できない。
ノイン
背中から生えている巨大な腕で相手に攻撃を与える。
ツェーン
腕から生えている刃で相手を風のように切り刻む。
ヒュンフ
現時点では、過去に使用した事が語られたのみである。

### その他
ゾンビウィルスに感染し、そのウィルスが脳に到達する前に吸血鬼の眷属となったカゲチヨのみが該当する。上記と異なる点は、オリジナルの異宙人から直接能力を得ている点である。
形態
吸血鬼化
カゲチヨが人間の血を吸うことで、吸血鬼の力を最大限まで引き出す変身形態。
当初は変身すると自我を失い暴走する形態であったが、ストーリー編3章10話にて自らの力で制御できるようになった。尚、パワーは暴走状態から下がっているとカゲチヨ本人が語っている。
技
血液操作
超再生

## 用語
カレコレ屋
カゲチヨ、シディ、ヒサメの営むなんでも屋。
異宙
地球が丸ごと転生した先の異世界。
異宙人
異宙の住人。
トッププレデター
頂点捕食者を意味し、異宙への転生により、生態系の頂点でなくなった人類の覇権を再び取り戻すことを目的とする組織。主人公達の敵対勢力。
有情解放戦線
異宙人を救済し、人類を滅ぼすことを目的とする組織。
地衝月
10年に1度起こる、1ヶ月間地球と月が接近する現象。

## 音楽
主題歌
「彼此のコレカラ」
作詞・作曲:meiyo / 編曲:前山田健一・ meiyo / 歌:meiyo
2022年4月30日更新の『【ストーリー】3章2話「神殺し」【アニメ】【漫画】』から2024年4月5日更新の『息子ができました【アニメ】【漫画】』まで、オープニングテーマとして使用された。
ストーリー編3章6話では挿入歌として使用された。
2023年7月7日更新の『モテ度が可視化されるとどうなるのか【アニメ】【漫画】』より、従来の20秒から5秒に短縮された。
2023年4月28日更新の『【神回】100万人記念動画、まさかの大炎上！？【アニメ】【漫画】』から、エンディングテーマとして使用された。
「k.r.k.r」
作詞・作曲:こやまたくや / 歌:ヤバイTシャツ屋さん
2024年4月6日更新の『【ヤバTコラボ】ノリで入籍してみたらどうなるのか【前編】【アニメ】【漫画】』から同年9月14日更新の『花咲病になるとどうなるのか【アニメ】【漫画】』まで、　ストーリー編4章を除き、オープニングテーマとして使用された。
2024年7月12日更新の『カレコレ屋に新メンバー登場！？【アニメ】【漫画】』より、従来の15秒から8秒に短縮された。
「ハイスクール・ライバライ」
作詞・作曲：レスポール田中 / 歌：ヒサメ
ヒサメのキャラクターソング。
2024年9月15日更新の『【ストーリー】第5章1話「不死の王」【アニメ】【漫画】』より、オープニングテーマとして使用されている。
ストーリー編5章9話では挿入歌として使用された。
挿入歌
「ブルーダイアリー」(ヒサメ過去編・『【祝】混血のカレコレ2周年記念動画【漫画】【アニメ】』・2章最終話)
作詞・作曲：Wataru Okabe / 編曲：Yuiko / 歌：ヒサメ
ヒサメのキャラクターソング。
『【後編】世界から大人がいなくなるとどうなるのか？【コラボ】【アニメ】【漫画動画】』とストーリー編2章6話、4章10話では、インストとして使用された。
「ノスフェラトゥ」(3章最終話・5章8話)
作詞・作曲：Wataru Okabe / 歌：カゲチヨ
カゲチヨのキャラクターソング。
ストーリー編4章のみオープニングテーマとして使用されている。
「二藍のダリア」(5章5話)
作詞・作曲：レスポール田中 / 歌：シディ
シディのキャラクターソング。
「ふたりかくれんぼ」(天国の子守唄編 最終話・5章最終話)
作詞・作曲・編曲：皆見 朝 / 歌：ヒサメ
　　
キャラクターソング
「素直になりたい」
作詞・作曲：レスポール田中 / 歌：カゲチヨ・ヒサメ
「人間E判定」
作詞・作曲：レスポール田中 / 歌：ヨーメイ
ヨーメイのキャラクターソング。

## 商品展開
アニメイトでのグッズ販売、フェアの開催、タイトーステーションとのコラボなどで、姉妹チャンネルとともにキャラクター商品の展開を行なっている。描き下ろし記念イラストの記念グッズ受注販売や、2024年1月には姉妹チャンネルとともに東京タワーでのコラボイベントが行われていたり、コンビニとコラボ、中学の参考書なども販売された。

### コミカライズ
2022年4月に公式Twitter（現:X）にてコミカライズ化が決定したことが発表された。同年6月に週刊コロコロコミックにて、井上桃太による作画で『カレコレ』と題してコミカライズ版の連載が開始した。

### 英語版チャンネル
『Karekore the Half Blood』と題した海外向けの英語版チャンネルが存在する。

### ゲーム
『テイペンウォーズ』
『テイコウペンギン』のスマートフォンアプリゲーム。2024年8月8日 - 9月5日、同年11月20日 - 12月20日、2025年7月19日 - 8月20日まで本作品とコラボ。第1弾では、カゲチヨ、ヒサメ、シディ、ヨーメイが登場。第2弾では、フィーア、アザミ、アヌビス、ドライが登場。
『君の目的はボクを殺すこと3』
スマートフォンアプリゲーム。2025年6月25日 - 7月20日まで本作品とコラボ。カゲチヨとヒサメが登場。
『ゴゴゴゴーストランドドズル社ランドを取り戻せ！』
スマートフォンアプリゲーム。2025年7月23日 - 8月26日まで本作品とコラボ。カゲチヨとヒサメ、ドライが登場。
『混血のカレコレ(仮)』
本作品のスマートフォンアプリゲーム。2025年にリリース予定。

### 小説
『産まれ直しの城』
コミカライズ版4巻の特装版に収録。シナリオは比企能博、著者は秀章、イラストは井上桃太。
『カレコレ Novelizations』
著：秀章、イラスト：八三。1巻は2024年9月18日、2巻は2025年4月18日発売。

## 書籍情報
- 作画：井上桃太・原作：比企能博/Plott『カレコレ』小学館〈てんとう虫コミックス〉、既刊8巻（2025年7月28日時点）
  1. 2022年10月28日発売[30]、ISBN 978-4-09-143562-0
  2. 2023年3月28日発売[31]、ISBN 978-4-09-143592-7
  3. 2023年7月28日発売[32]、ISBN 978-4-09-143632-0
  4. 2023年12月27日発売[33]、ISBN 978-4-09-143672-6
    - （ライトノベル付き特装版）同日発売[34]、ISBN 978-4-09-943144-0

  5. 2024年4月26日発売[35]、ISBN 978-4-09-143709-9
  6. 2024年9月27日発売[36]、ISBN 978-4-09-149780-2
  7. 2025年2月27日発売[37]、ISBN 978-4-09-149878-6
  8. 2025年7月28日発売[38]、ISBN 978-4-09-154054-6

- 著：秀章・イラスト：八三・原作:Plott『カレコレ Novelizations』〈ガガガ文庫〉小学館、既刊2巻(2025年8月19日時点)
  1. 2024年9月18日発売[39]、ISBN 978-4-09-453207-4
  2. 2025年4月18日発売[40]、ISBN 978-409-453241-8